# Рудой Байрак
Рудо́й либо Рудый Байра́к (укр. Руди́й Байра́к), село,
Замиський сельский совет,
Валковский район,
Харьковская область.
Код КОАТУУ — 6321282508. Население по переписи 2001 г. составляет 48 (22/26 м/ж) человек.

## Географическое положение
Село Рудой Байрак находится в начале балки Куцый Яр между сёлами Замиськое и Минковка, 
на расстоянии в 2 км расположены сёла Малая Кадыгробовка,
Косенково
и Яхременки.

## История
- 1700 - приблизительная дата основания Замоського (центра сельсовета) с сайта Верховной Рады. Дата основания данного хутора - ?
- В 1940 году, перед ВОВ, на хуторе Рудой Байрак были 90 дворов, ветряная мельница и свой сельсовет.[2]

## Происхождение названия
Слово байрак происходит от тюркского «балка»; так обычно называется сухой, неглубоко взрезанный овраг, зачастую зарастающий травой либо широколиственным лесом.
Слово байрак распространено на юге Европейской части СССР, в лесостепной и степной зоне. От названия «байрак» происходит название байрачных лесов, где растут обычно следующие породы деревьев — дуб, клён, вяз, ясень, липа.
На территории Украины имелись минимум 19 сёл и посёлков с названием Байрак, из них шесть - в Харьковской области в её современных границах.
Рудо́й означает рыжий (цвет травы либо почвы на склонах байрака).

## Экономика
- В селе была молочно-товарная ферма (при СССР).

## Объекты социальной сферы
- Школа.